# Ichikawa Danjūrō XII
Ichikawa Danjūrō XII (十二代目 市川 團十郎 Jūnidaime Ichikawa Danjūrō?) (6 de agosto de 1946 - 3 de febrero de 2013) fue un actor japonés, el duodécimo actor kabuki en llevar el ilustre nombre Ichikawa Danjūrō.

## Carrera
Nombre de nacimiento Natsuo Horikoshi fue el hijo mayor de Ichikawa Danjūrō XI. Apareció por primera vez en escena en 1953 bajo su nombre de nacimiento, Natsuo Horikoshi, y en 1958 tomó el nombre de Ichikawa Shinnosuke. En 1969, se graduó en la Universidad de Nihon, y tomó el nombre de Ichikawa Ebizō X, actuando en papeles importantes, como el personaje que da título a la obra en Sukeroku y Togashi en Kanjinchō. Asumió su actual nombre en 1985, apareciendo como Benkei (de nuevo en Kanjincho).
Murió de neumonía en un hospital de Tokio el 3 de febrero de 2013 a la edad de 66 años.

## Véase también

El escudo de la familia Ichikawa (Kamon)